# Isola del Pilota Machotkin
L'isola del Pilota Machotkin (in russo Остров Пилота Махоткина, ostrov Pilota Machotkina) è un'isola russa bagnata dal mare di Kara.
Amministrativamente appartiene al distretto di Tajmyr del Territorio di Krasnojarsk, nel Distretto Federale Siberiano.

## Geografia
L'isola è situata nella parte sud-orientale del mare di Kara, a est dell'isola Tajmyr e separata da questa dallo stretto Vostočnyj (пролив Восточный, proliv Vostočnyj); nel punto più ravvicinato le due isole distano circa 1,3 km. Circa 2 km a ovest si trova l'isola del Pilota Alekseev, mentre 1,5 km a nord si trova l'isola di Rozmyslov. Fa parte della Riserva naturale del Grande Artico.
L'isola ha una forma irregolare, una C con le punte molto ravvicinate e schiacciata tanto da sembrare un'ellisse, con un'apertura lungo la costa orientale. Tale passaggio è lo stretto Gorlo (пролив Горло, proliv Gorlo) che collega il mare aperto con l'ampia baia di Georgij Vul'f (бухта Георга Вульфа, buchta Georga Vul'fa), lunga più di 10 km e larga in media circa 2 km. L'isola misura approssimativamente 18 km di lunghezza e 9 km di larghezza massima nella parte centrale (compresa la larghezza della baia).
Il punto più orientale si chiama capo Chariton (мыс Харитона, mys Charitona), quello più settentrionale è capo Industrializacii (мыс Индустриализачии, mys Industrializacij), quello più meridionale è capo Kollektivizacii (мыс Коллективизачии, mys Kollektivizacii).

A est raggiunge un'altezza massima di 105 m s.l.m., nel nord-est arriva ai 60 m, nel nord-ovest i 30 m e nel sud i 25 m.

Sono presenti parecchi corsi d'acqua a carattere stagionale e numerosi laghetti, il più grande dei quali si trova nella parte centro-occidentale.

Geologicamente, l'isola del Pilota Machotkin, così come le isole vicine, è una continuazione dell'arcipelago di Nordenskiöld, e talvolta è considerata parte di esso.
L'isola prende il nome dal pilota polare sovietico Vasilij Michajlovič Machotkin.

## Isole adiacenti
- Isola Zvezda (остров Звезда, in italiano "isola stella"),[4] piccolo isolotto a nord-est di capo Laptev (мыс Лаптева, mys Lapteva). Misura circa 200 m di lunghezza. 76°20′22.56″N 97°10′56.964″E
- Isola Serp e Molot (остров Серп и Молот, "isola falce e martello"),[5] si tratta in effetti di 2 piccole isole a nord-est di capo Laptev, oltre Zvezda. Non hanno nomi individuali. Disposte da sud-ovest a nord-est, sono lunghe approssimativamente 500 m (l'isola meridionale) e 350 m (quella settentrionale).[1] 76°22′09.84″N 97°14′36.96″E
- Isola Malyj (остров Малый, "isola piccola"),[6] isoletta a nord-est di Serp e Molot, dalla forma allungata che misura circa 1,5 km di lunghezza e 600 m di larghezza.[1] L'altezza massima è di 6 m s.l.m., con scogliere di 3 m sulla costa settentrionale. Nel sud c'è un lungo e stretto lago. 76°24′53.28″N 97°24′57.42″E